# Цикламен кипрский
Цикламен кипрский (лат. Cyclamen cyprium) — один из 23 видов цикламена.
Данный вид является эндемичным для Кипра и один из трёх видов цикламенов, встречающихся на острове (наряду с Cyclamen persicum и Cycamen graecum). Встречается цикламен кипрский в горах Троодос и Кирения, а также в районе Пафоса на высоте 50-1200 м. Обычно встречается под деревьями на каменистых почвах. На равнине Месаория не встречается.
Растения — многолетние. Высота цикламена кипрского — 7-15 см. Цветки ароматные, белые или бледно-розовые, у основания лепестков — пурпурное или фиолетовое пятно. Листья простые, сердцевидной формы. Цветение начинается в середине или конце сентября и продолжается до января, реже — до марта.
Цветок цикламена — один из символов Кипра. Как декоративное или комнатное растение вид выращивается далеко за пределами острова.